# Song Huizong

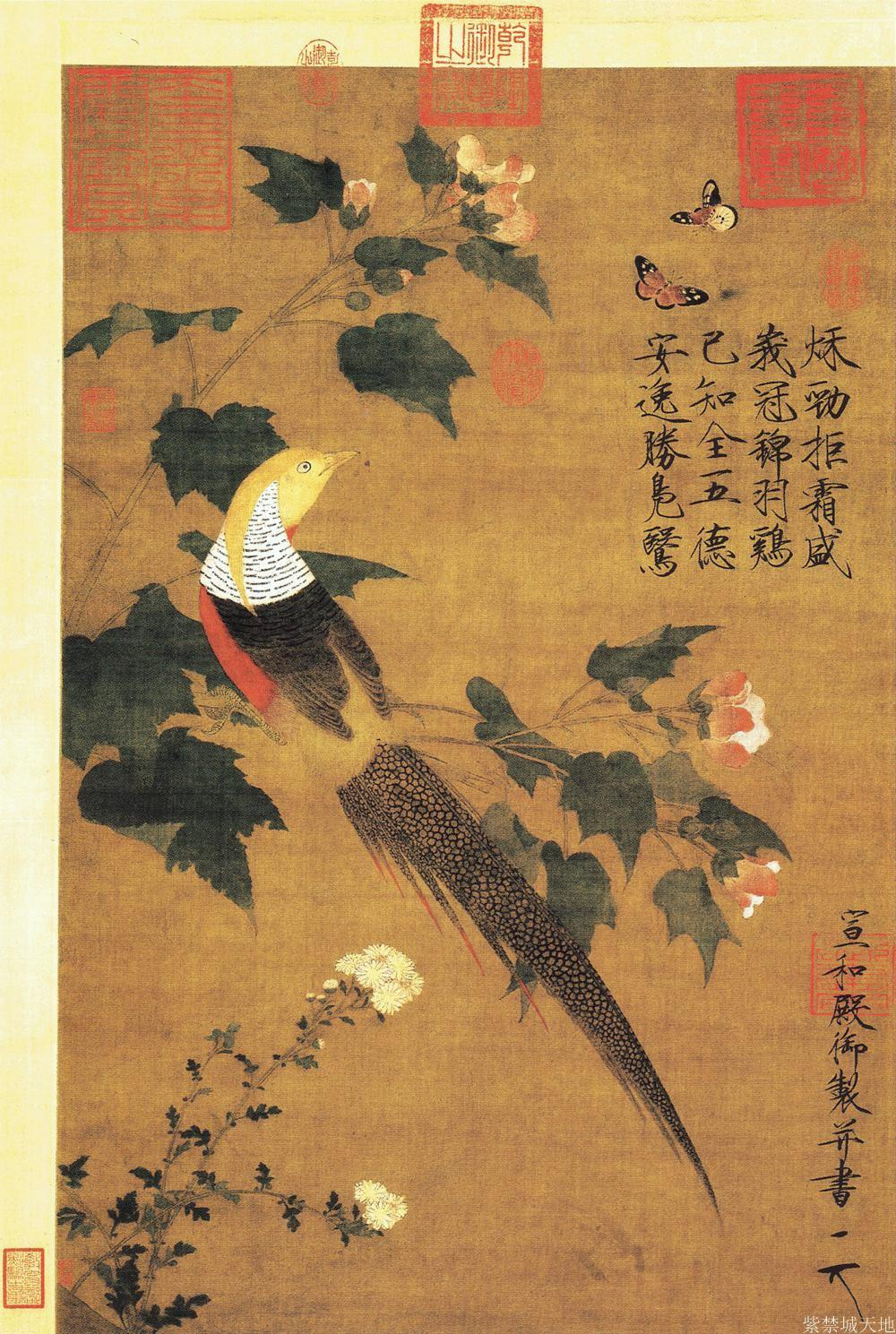
Malwa i bażant złocisty – obraz Huizonga z jego charakterystyczną kaligrafią. Zbiory Muzeum Pałacowego w Pekinie

Huizong, chiń. 徽宗 (ur. 2 listopada 1082, zm. 4 czerwca 1135) – cesarz Chin z Północnej dynastii Song, panujący od 7 lutego 1101 do 18 stycznia 1126.

## Życiorys
Uważany za najzdolniejszego z malarzy spośród cesarzy chińskich. Malował przede wszystkim ptaki i kwitnące gałęzie drzew, stając się mistrzem tego gatunku. Był także zdolnym kaligrafem. W roku 1104 ustanowił oddzielną "Akademię Malarską" dla malarzy, obok istniejącej już "Akademii Literatury", grupującej uczonych. W związku z powyższym ustanowił także odpowiedni system egzaminacyjny oraz tytuły przyznawane malarzom. Powiększył także znacznie cesarskie zbiory malarstwa – według katalogu spisanego pod koniec jego panowania liczyły one 6396 obrazów pędzla 231 malarzy.
Na okres jego panowania przypadł atak Dżurdżenów na kitańską dynastię Liao. Cesarz poparł najeźdźców, sprzymierzając się z nimi przeciwko staremu wrogowi dynastii Song. Jednak po pokonaniu Kitanów i założeniu na północy Chin dynastii Jin w roku 1126 Dżurdżenowie uderzyli na Songów, zajmując ich stolicę, Kaifeng. Huizong już 18 stycznia 1126 roku abdykował na rzecz swojego syna, Qinzonga, lecz wraz z nim został ujęty w zdobytym Kaifengu i wywieziony na północ. Zmarł w niewoli na terenie dzisiejszej Mandżurii 4 czerwca 1135 roku.